# Steelo Brim
Sterling "Steelo" Brim (Chicago; 5 de junio de 1988) es una personalidad televisiva y actor estadounidense. Es conocido por su trabajo como colaborador del programa de MTV Ridiculousness.

## Biografía
Brim nació y creció en Chicago, Illinois. Es hijo de una familia de pastores, y tiene dos hermanos y una hermana.
En 2001, Brim obtuvo un pequeño papel en la película Hardball. Con 19 años, Brim viajó a Los Ángeles para perseguir una carrera en la industria de música. Trabajó en la radio y en A&R, antes de conocer a Rob Dyrdek. Dyrdek le invitó para ser colaborador de su nuevo programa Vergüenza Ajena, junto con Chanel West Coast. Tras varias temporadas, Brim mantiene su posición como productor creativo en el programa.
Brim también ha aparecido en Rob Dyrdek's Fantasy Factory y en Wild Grinders.

## Filmografía
| Año           | Título                       | Función          | Notas                        |
| ------------- | ---------------------------- | ---------------- | ---------------------------- |
| 2001          | Hardball                     | Sterling         | Largometraje                 |
| 2009–presente | Rob Dyrdek's Fantasy Factory | Él mismo         |                              |
| 2011          | Orange Drive                 | Ulysses Williams | Cortometraje                 |
| 2011–presente | Vergüenza Ajena              | Él mismo         |                              |
| 2012–2013     | Wild Grinders                | Meaty            | Doblador de voz, Temporada 1 |